# Toretocnemus
Il toretocnemo (gen. Toretocnemus) è un rettile marino estinto, appartenente agli ittiosauri. Visse nel Triassico superiore (Carnico, circa 230 milioni di anni fa) e i suoi resti fossili sono stati ritrovati in Nordamerica (California).

## Descrizione
Questo animale era di piccole dimensioni se rapportato alla media degli altri ittiosauri, e la lunghezza non doveva essere superiore ai due metri. È noto grazie ad alcuni resti fossili incompleti, che comunque permettono una ricostruzione dell'animale. Il cranio era dotato di orbite molto grandi, il corpo era relativamente compatto e, come tutti gli ittiosauri, erano presenti quattro arti trasformati in strutture simili a pagaie. Gli arti anteriori erano solo leggermente più grandi di quelli posteriori; il femore era notevolmente espanso distalmente. Le vertebre toraciche possedevano un'articolazione alle costole a doppia testa, mentre le spine neurali della coda e gli archi emali sotto le vertebre caudali erano molto allungati, a suggerire una coda molto alta e piatta lateralmente.

## Classificazione
Questo animale venne descritto per la prima volta nel 1903 da J.C. Merriam, che denominò Toretocnemus californicus alcuni fossili provenienti dalla formazione Hosselkus Limestone nei pressi di Bear Cove, nella contea di Shasta in California. Lo stesso Merriam descrisse inoltre i fossili di un altro ittiosauro proveniente dallo stesso orizzonte geologico, ma da una zona poco lontana (Smith's Cove), che denominò Leptocheirus zitteli. Il nome generico, tuttavia, risultò essere già stato utilizzato in precedenza, e Boulenger nel 1904 coniò il nome Merriamia per quest'ultima specie. Successivamente, Merriamia venne considerato congenerico con Toretocnemus (Motani, 1999). Attualmente al genere Toretocnemus vengono assegnate due specie: la specie tipo, T. californicus, e T. zitteli, distinte sulla base di caratteristiche delle vertebre toraciche. T. californicus possiede vertebre più corte rispetto a quelle di T. zitteli.

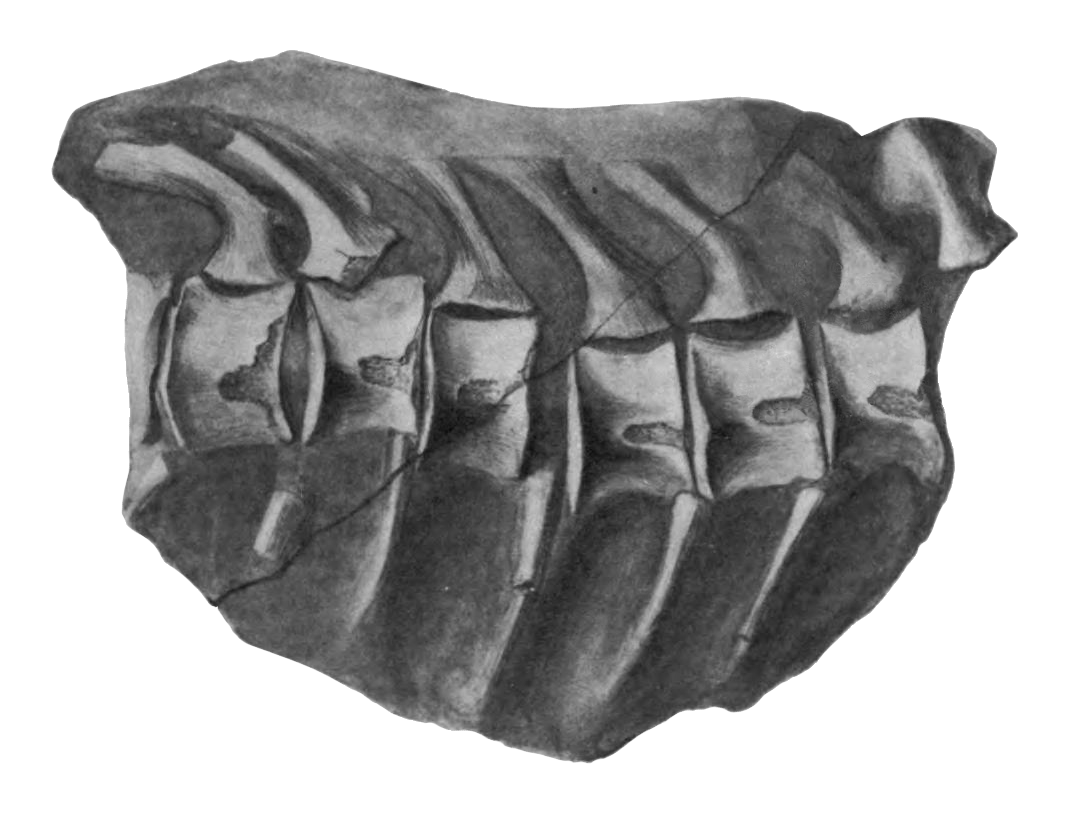
Vertebre caudali di Toretocnemus californicus

Toretocnemus e altre forme simili, come il cinese Qianichthyosaurus, sono considerati ittiosauri piuttosto primitivi, alla base del clade Longipinnati, ma probabilmente più derivati del ben noto Mixosaurus (Maisch e Matzke, 2000).